# Ульштедт-Кирххазель
Ульштедт-Кирххазель (нем. Uhlstädt-Kirchhasel) — община в Германии, в земле Тюрингия. 
Входит в состав района Заальфельд-Рудольштадт.  Население составляет 6347 человек (на 31 декабря 2010 года). Занимает площадь 102,95 км².
Коммуна подразделяется на 28 сельских округов.

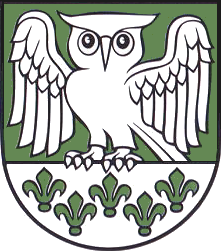
Ульштедт-Кирххазель